# ماساتاكا كاني
ماساتاكا كاني (باليابانية: 可児 壮隆) (18 أبريل 1991 في يوكوهاما في اليابان – )؛ هو لاعب كرة قدم ياباني سابق كان يلعب كلاعب وسط.

## وصلات خارجية
- ماساتاكا كاني على موقع رابطة كرة القدم اليابانية للمحترفين (اليابانية)
- ماساتاكا كاني على موقع قاعدة بيانات كرة القدم.إي يو (الإنجليزية)
- ماساتاكا كاني على موقع Soccerway.com (الإنجليزية)
- ماساتاكا كاني على موقع عالم كرة القدم.نت (الإنجليزية)